# President de la República del Perú
El President de la República del Perú (en castellà: presidente del Perú), anomenat oficialment president de la República del Perú (en castellà: presidente de la República del Perú), és el cap d'estat i cap de govern del Perú. El president és el cap del poder executiu i és el Cap Suprem de les Forces Armades i la Policia del Perú. El càrrec de president correspon a la magistratura més alta del país, convertint-lo en el càrrec públic de més alt rang del Perú. A causa de la formulació d'impeachment interpretada àmpliament a la Constitució del Perú de 1993, el Congrés del Perú pot destituir el president sense causa, fent efectivament subjecte el poder executiu a la legislatura.
Actualment, el càrrec és exercit per un període de 5 anys sense possibilitat de reelecció immediata. Després d'un període constitucional, com a mínim, qui hagi exercit el càrrec pot tornar a postular. El canvi de comandament es realitza cada cinc anys, el 28 de juliol, que és el dia nacional, al Congrés de la República.
El seu primer titular fou José de la Riva Agüero i des del 7 desembre de 2022 la presidenta és Dina Boluarte.